# Biserica Sfântul Nicolae și Sfântul Andrei din Târgu Jiu

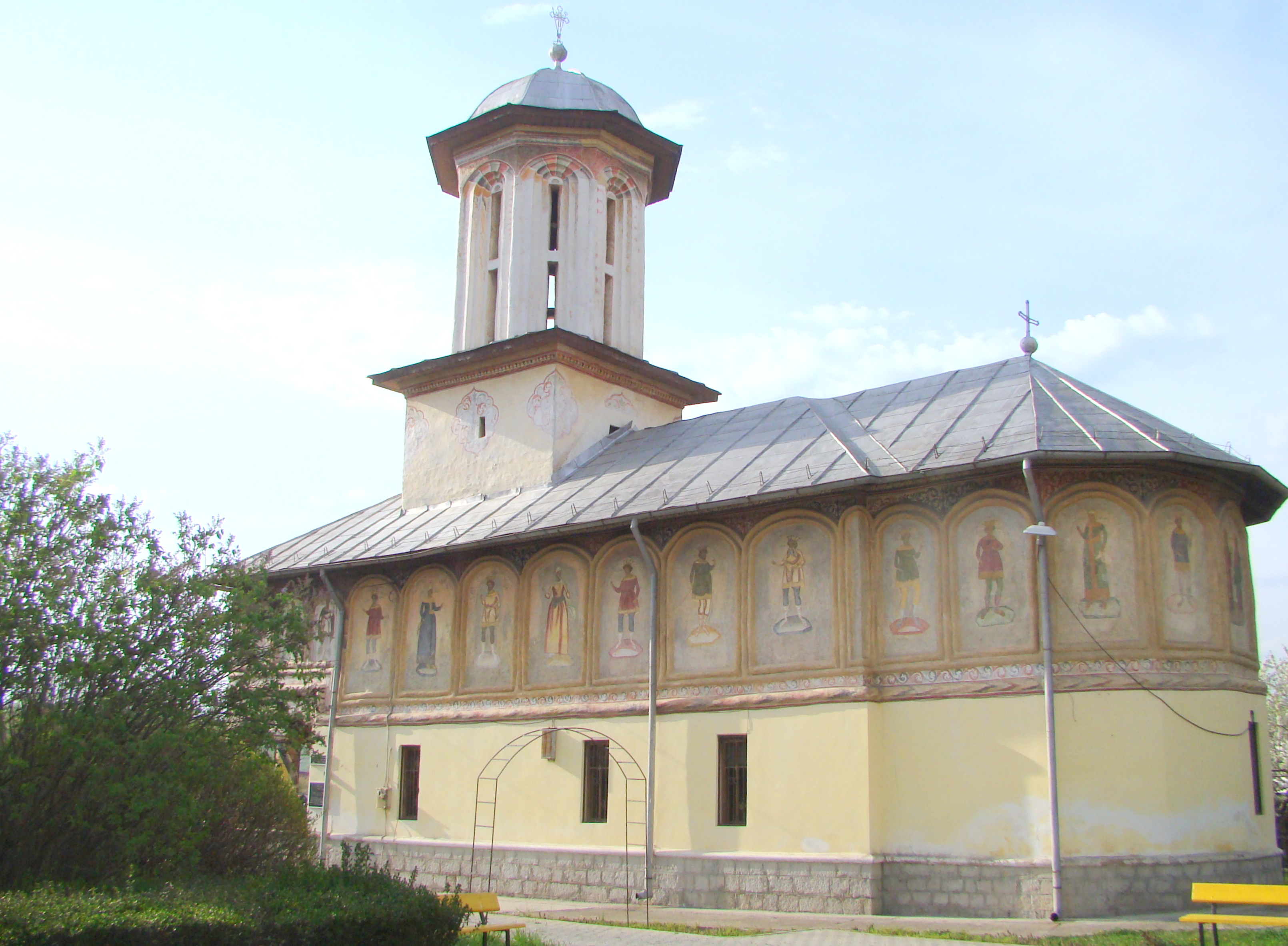
Biserica cu hramurile „Sfântul Ierarh Nicolae” și „Sfântul Andrei” din municipiul Târgu Jiu, județul Gorj, foto: aprilie 2018.

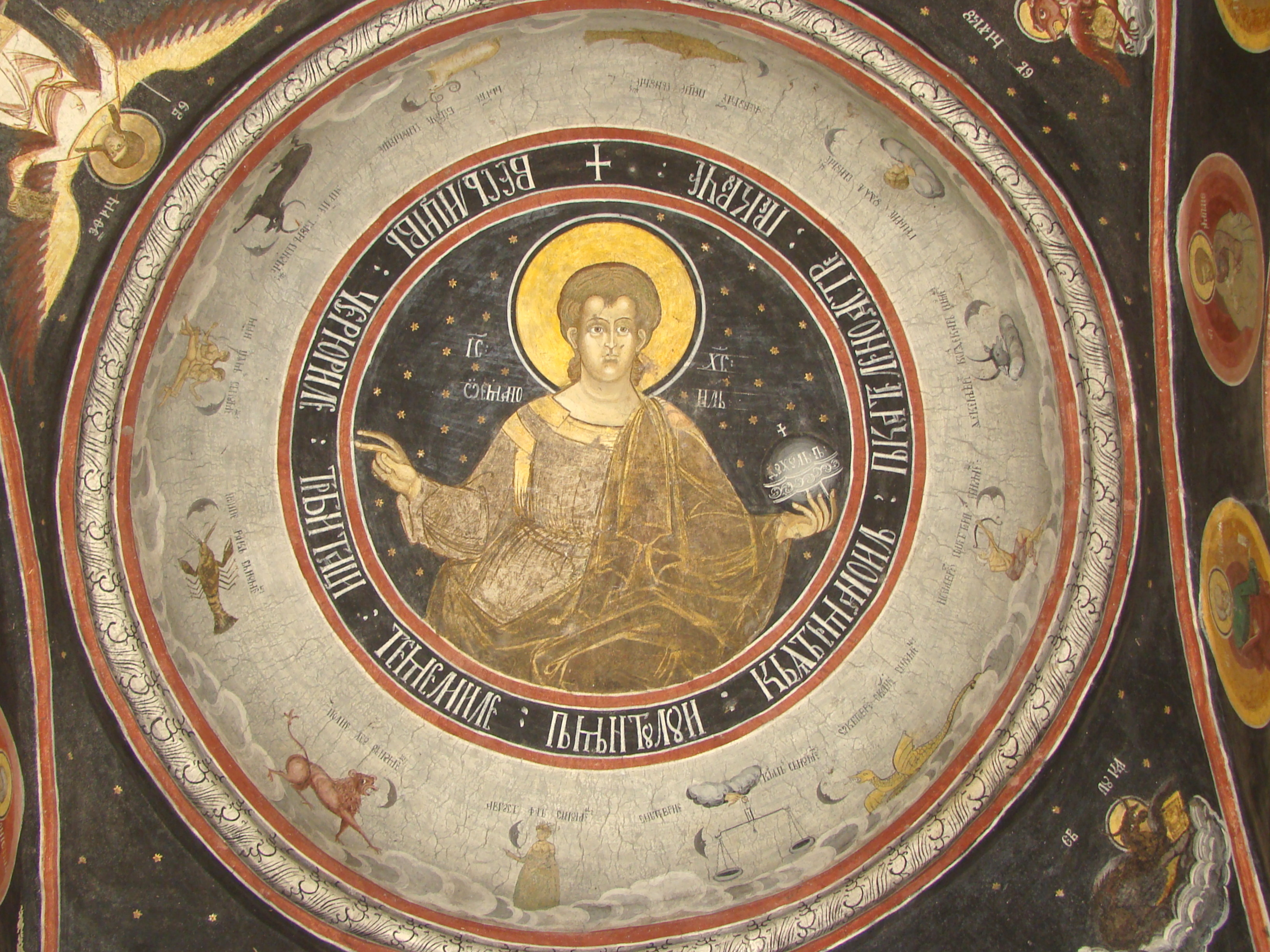
Pictura exterioară

Biserica cu hramurile „Sfântul Ierarh Nicolae” și „Sfântul Andrei” din municipiul Târgu Jiu, județul Gorj, datează din anul 1795. Biserica se află pe noua listă a monumentelor istorice sub codul LMI:  GJ-II-m-B-09165.

## Istoric și trăsături
Biserica „Sfântul Nicolae și Sfântul Andrei", din Târgu Jiu, strada 11 Iunie nr.48, ctitorie de la 1795 a protopopului Andrei Schevofilax și soției sale Maria, a Stancăi Slugereasa Crăsnaru (soția slugerului Gheorghe Crăsnaru) și a pitarului Grigorie Crăsnaru, a fost terminată în anul 1813 după cum reiese din pomelnicul semnat la 1814 de Dionisie Eclesiarhul. 
Pictura interioară datează din 1812, fiind realizată de diaconul Mihai din Târgu-Jiu, Anghel vopsitorul și Ion. În 1927 și 1961, pictorul Iosif Keber a spălat pictura interioară care trece printr-un proces de restaurare. 

## Imagini din exterior

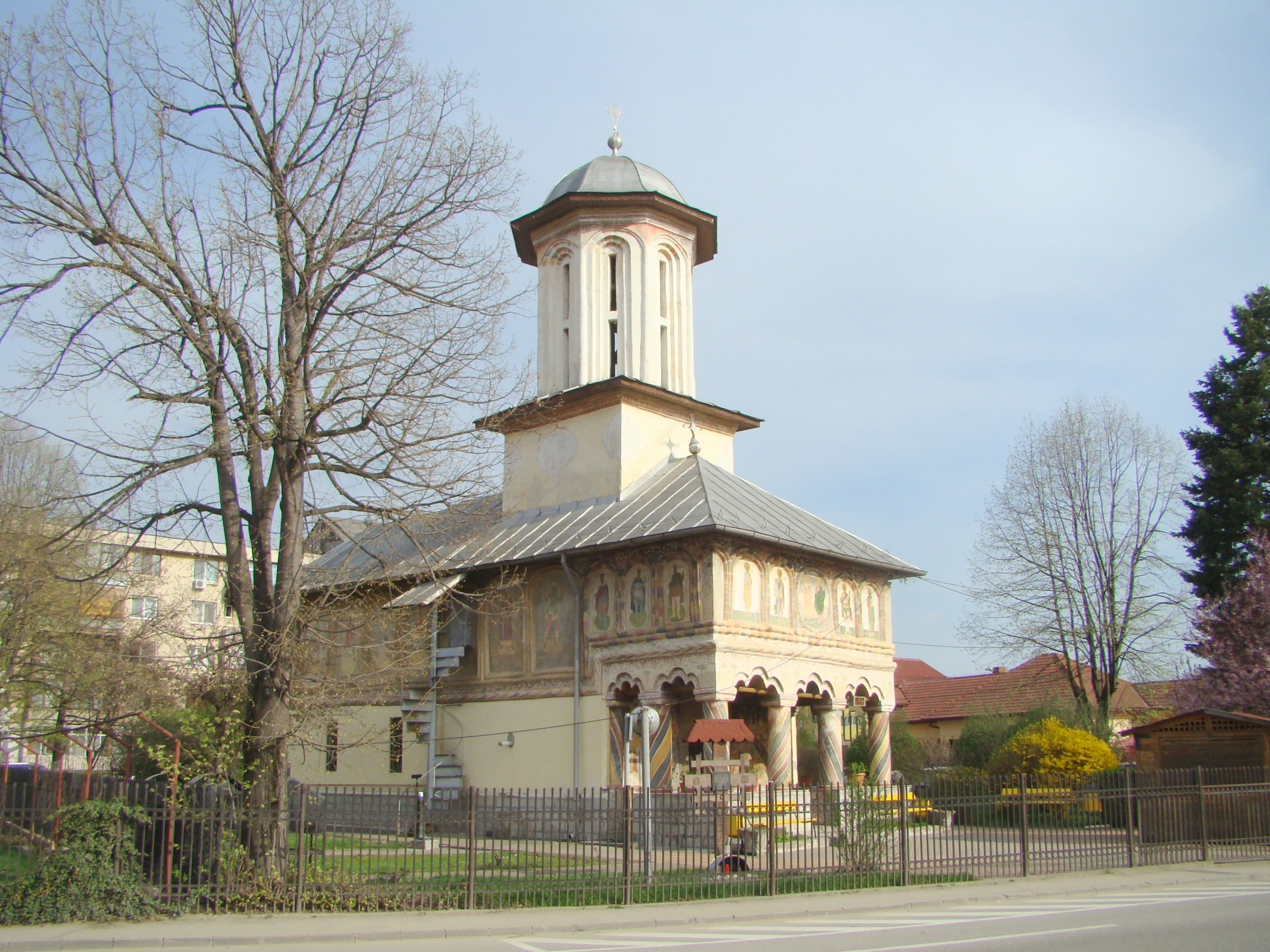
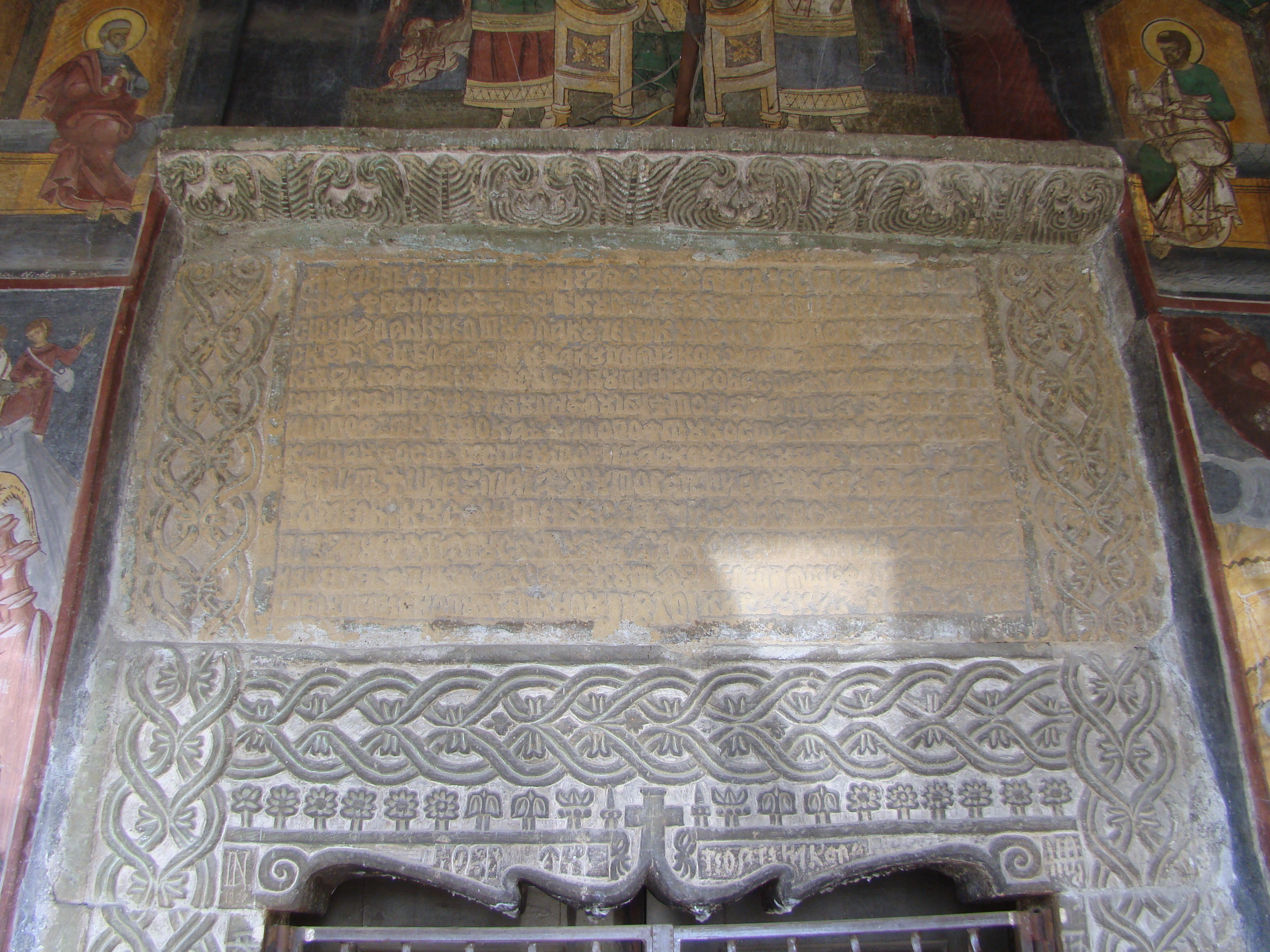
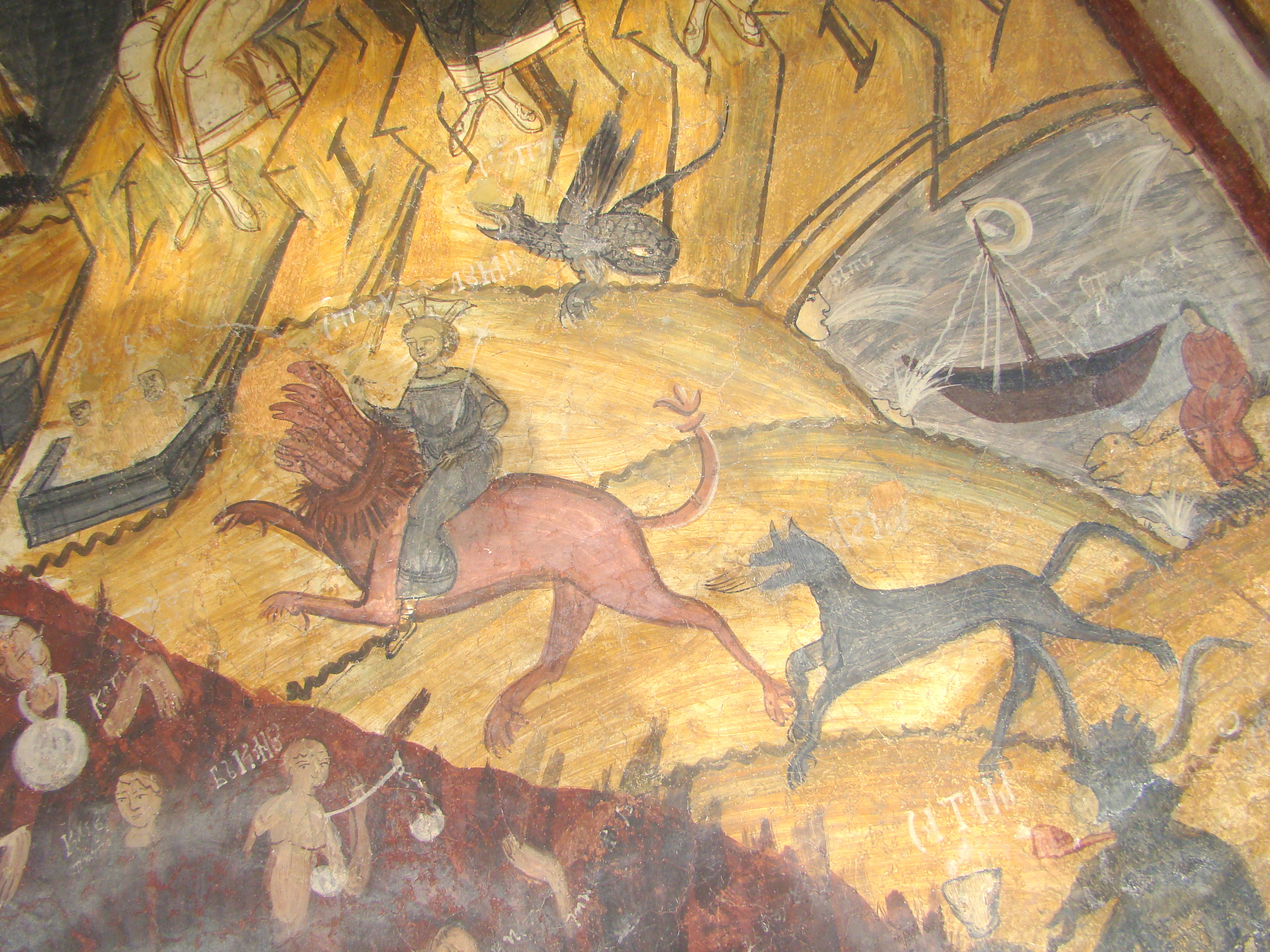
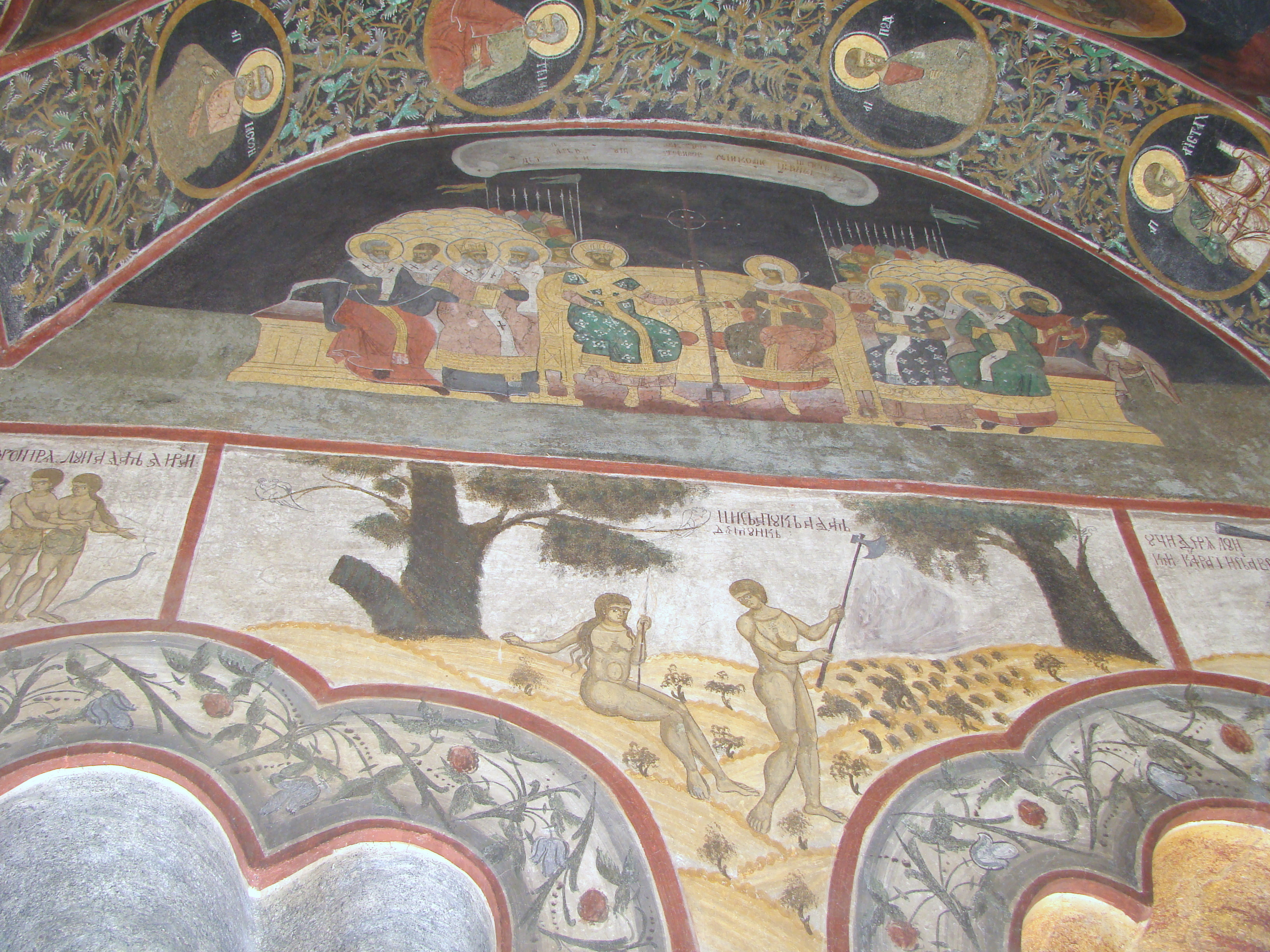
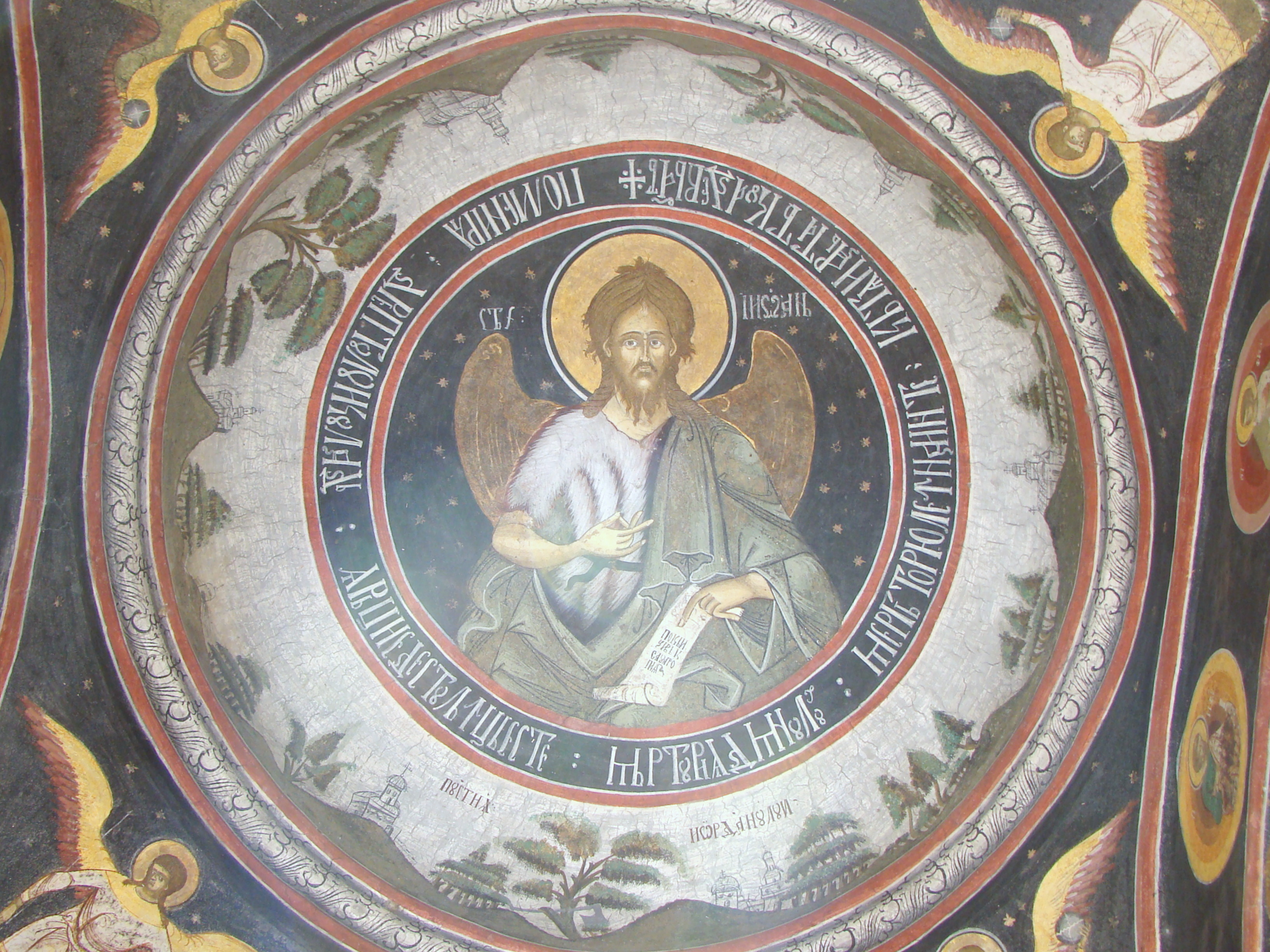
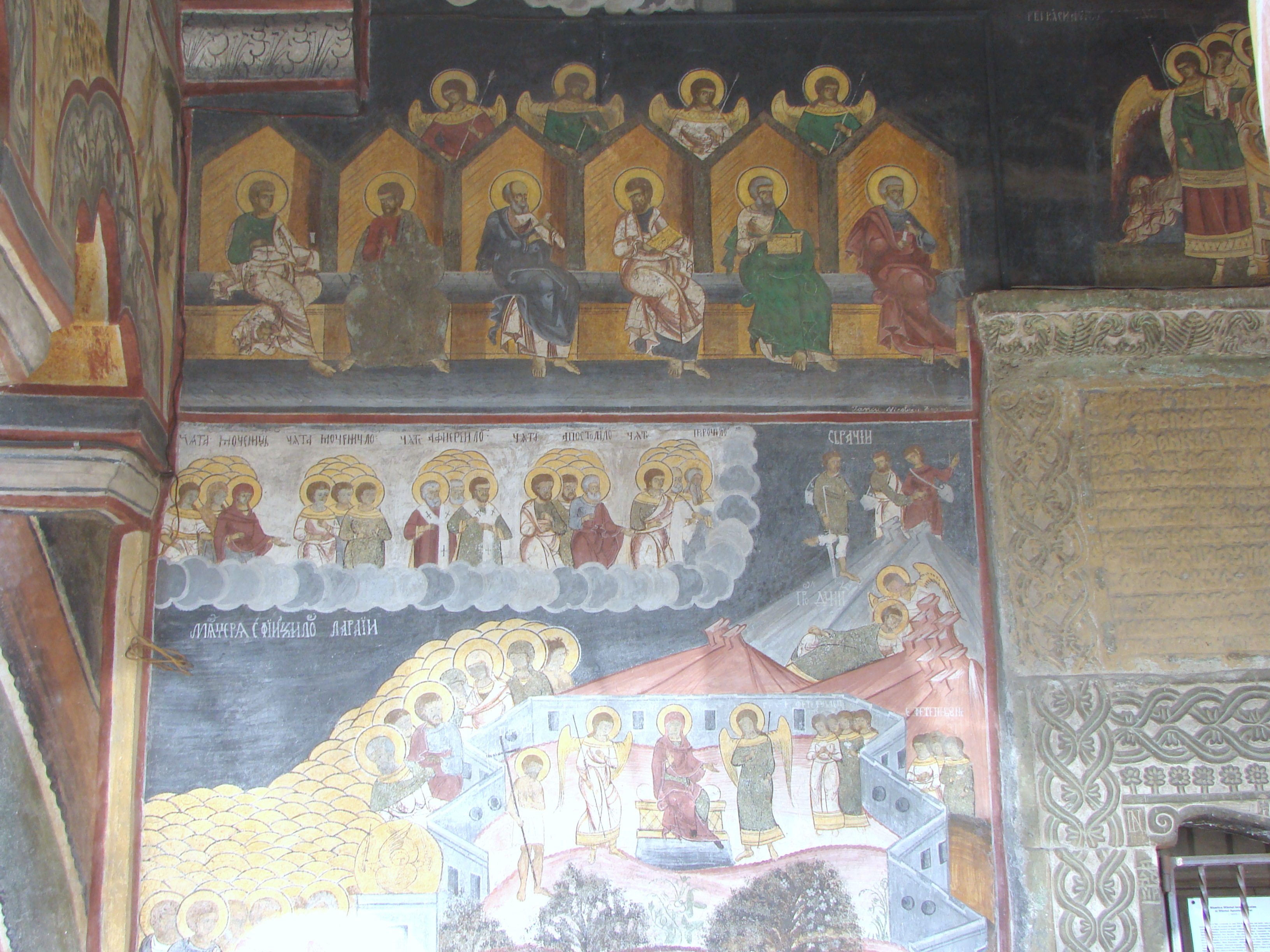
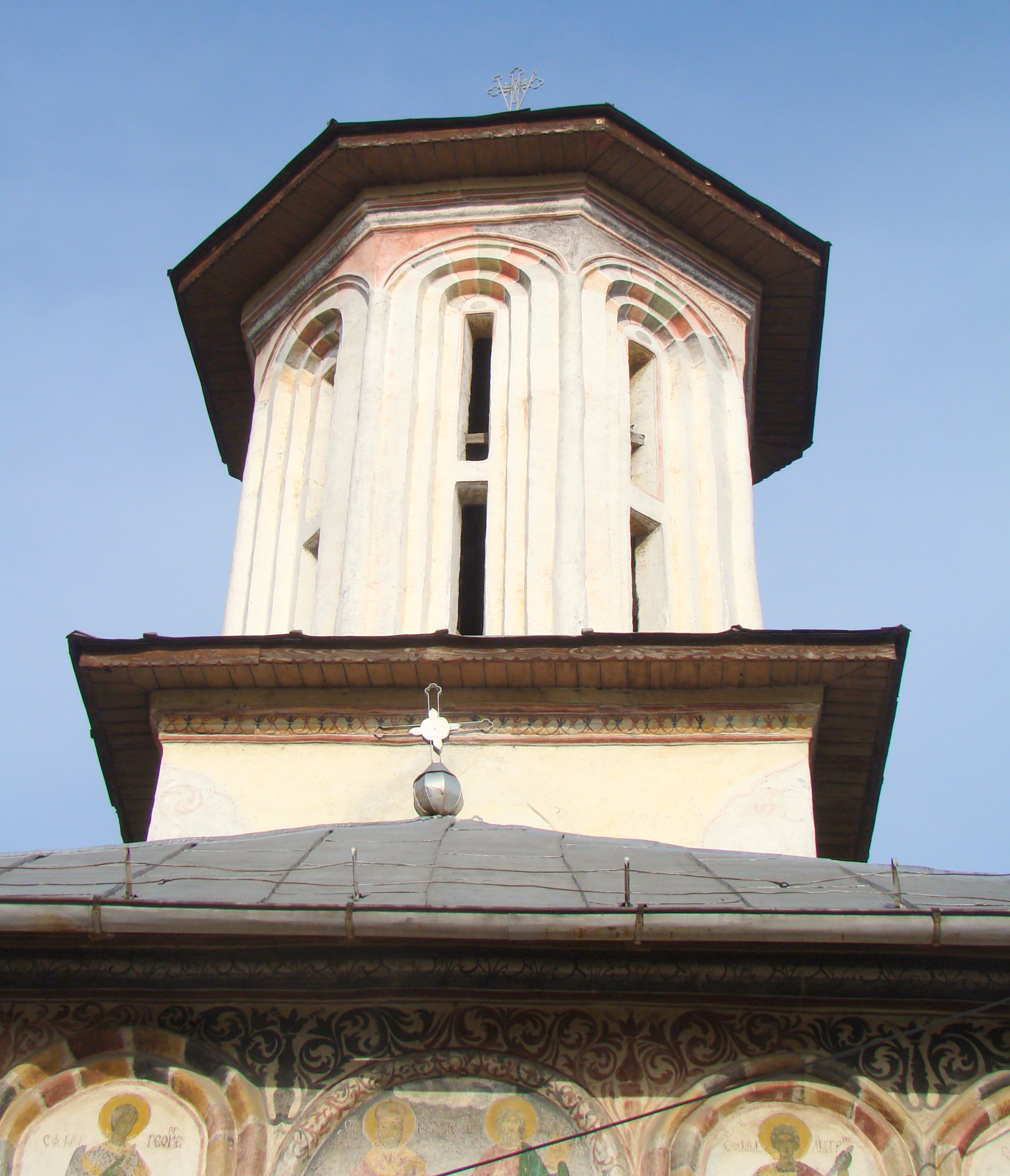
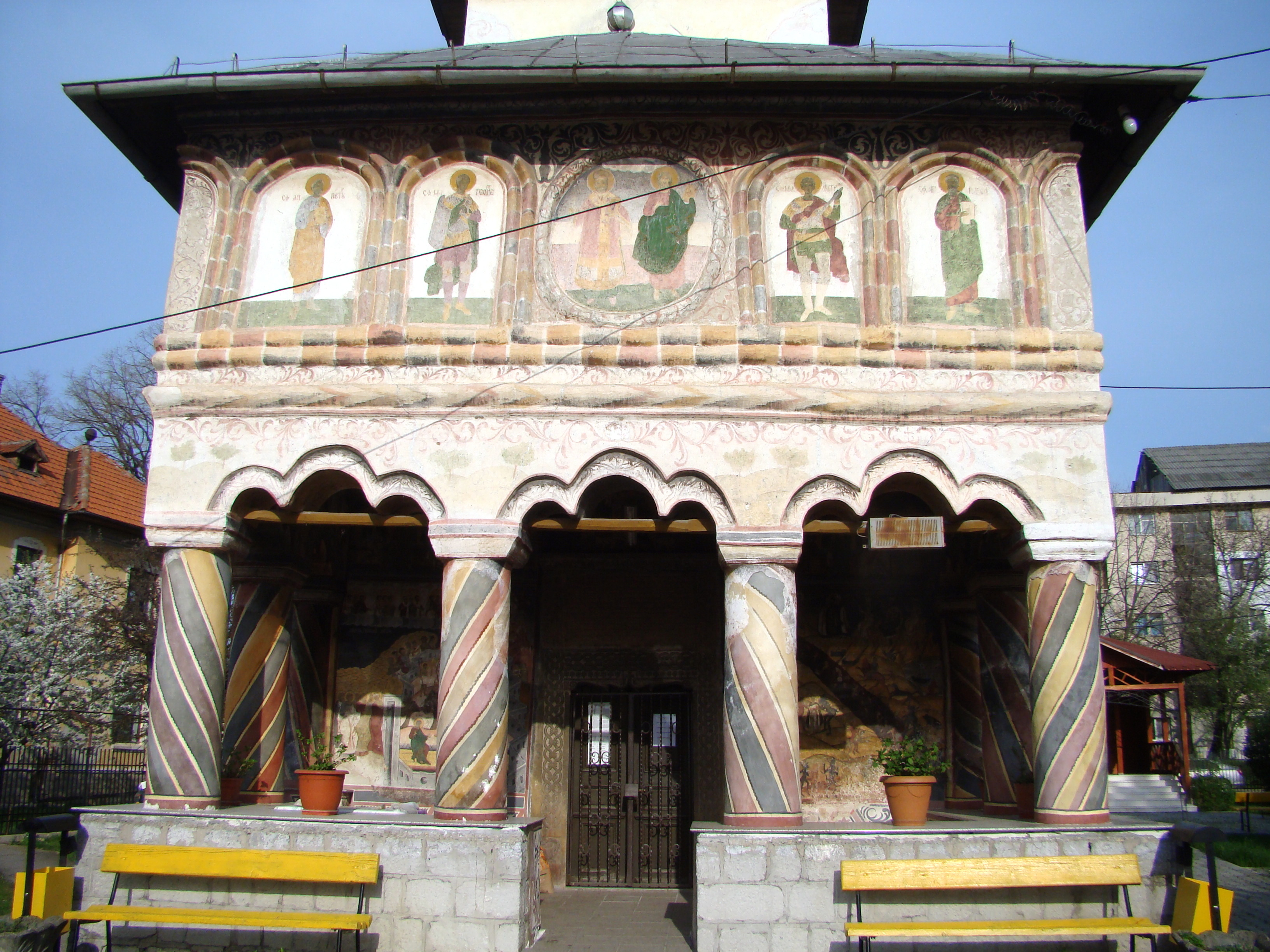
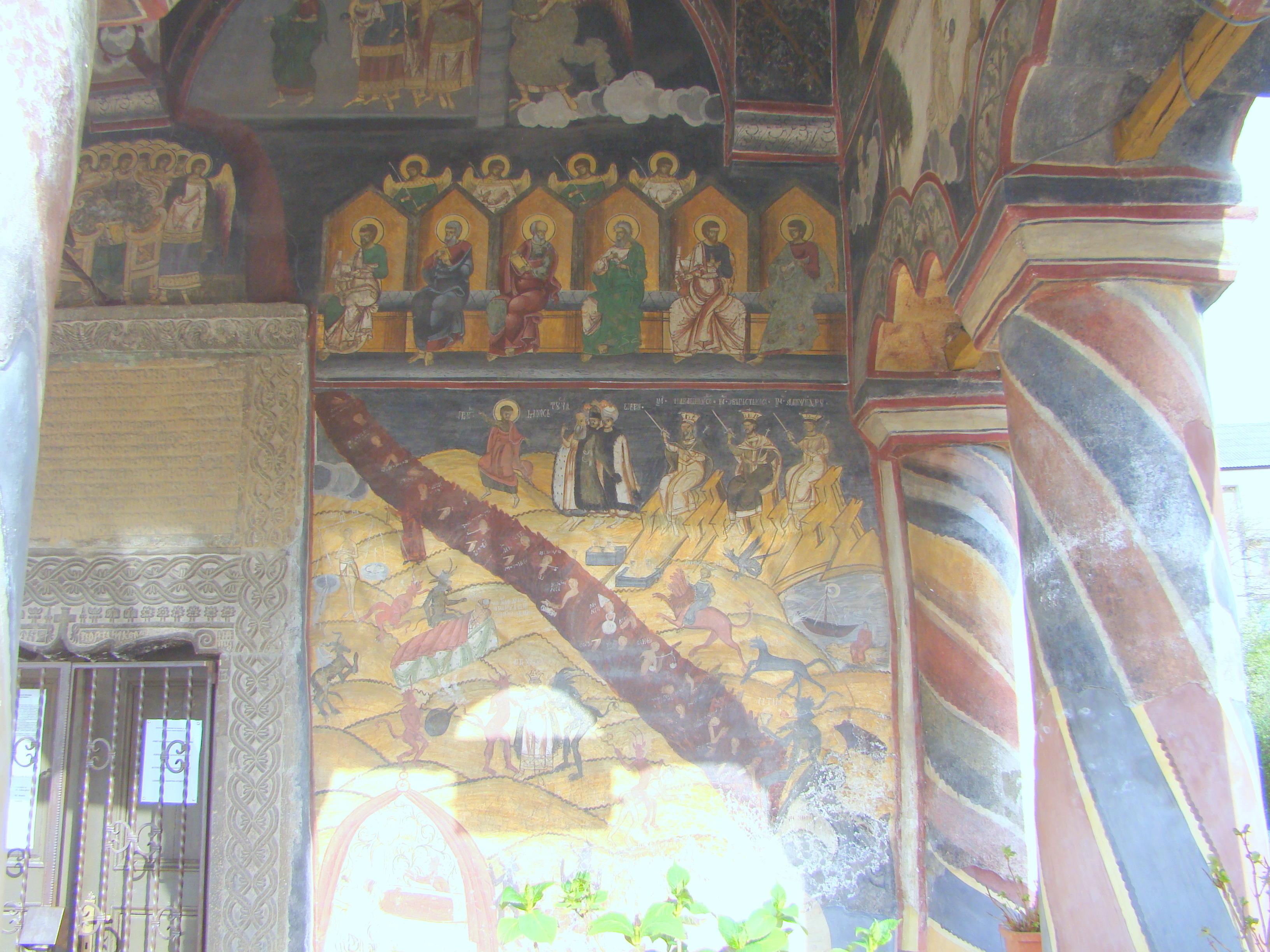
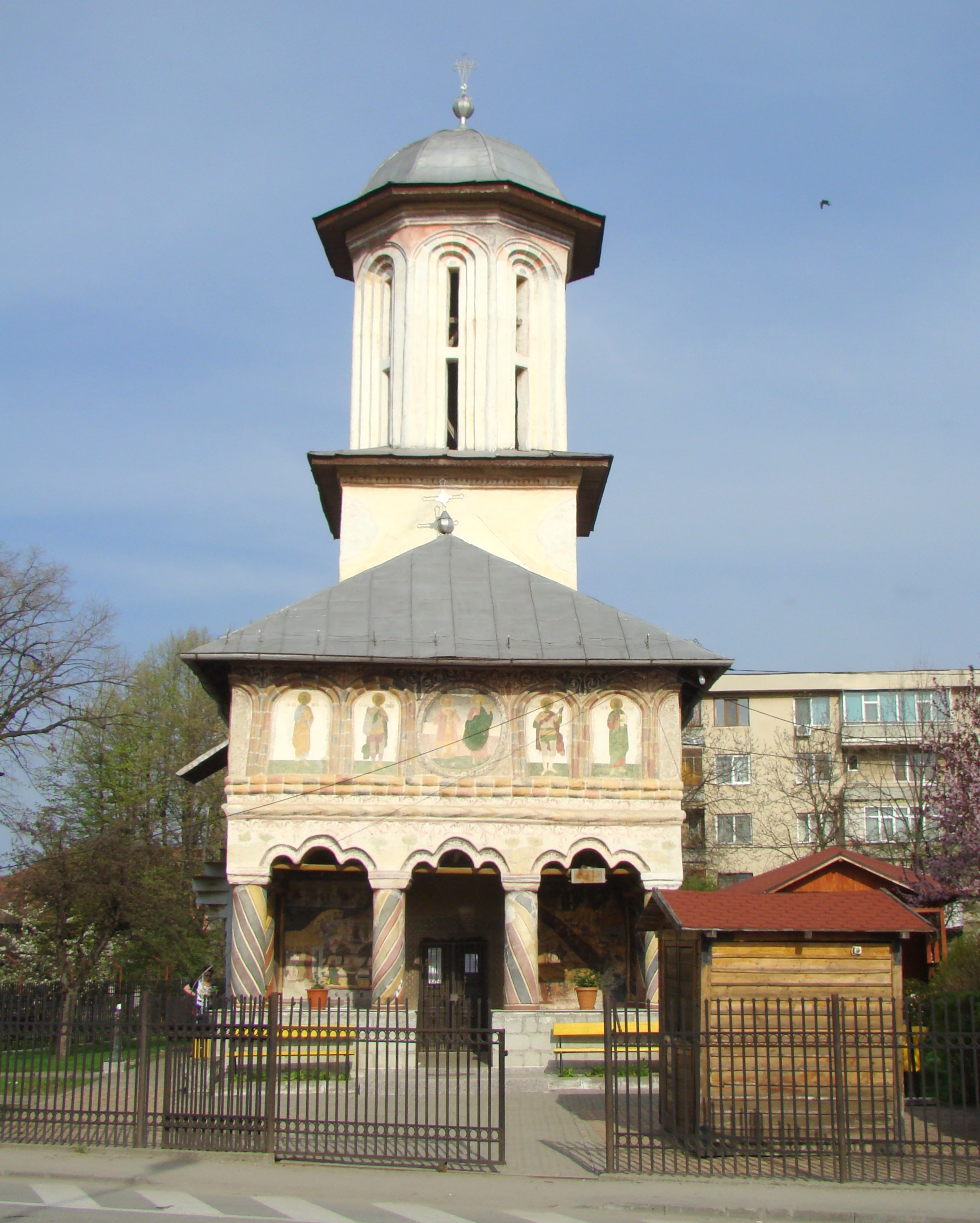